# Línea 527 (Lanús)
La línea 527  pertenece al partido de Lanús, siendo operada por El Urbano S.R.L, de la mano de Grupo 45.

## Recorrido
- Ramal B: Estación  Lanús - Camino General Belgrano y Fabian Onsari (Ex Cadorna)
- Ida a Camino y Onsari:
- Ida a Camino Gral Belgrano y Fabian Onsari:
- 29 de septiembre - Ituzaingó - Sarmiento - Eva Perón - Héroes de Malvinas - Av Presidente Raúl Alfonsín - Centenario Uruguayo - Pitágoras - Posadas - Camino Gral Belgrano y Av. Fabián Onsari.
- Vuelta a Estación Lanús:
- Av. Fabián Onsari y Camino Gral Belgrano - Gral Pico - Pitágoras - Centenario Uruguayo - Ayacucho - Oyuela - Eva Peron - Oncativo - Gral Guido - Sarmiento - Sitio de Montevideo - 29 de Septiembre.
- Ramal C: Estación Lanús - Roma y Lynch
- 29 de septiembre - Ituzaingó - Sarmiento - Eva Peron -Centenario Uruguayo - Beron de Astrada
- Ramal C X Htal Evita:
- Línea 522: Estación Lanús – Estación Monte Chingolo - Coronel Lynch

Flota de la línea:
S/D	301	MQH142	Autobús	OH 1618 L-SB	2013 Aire	No  Fue el 118 de la 70 
S/D	302	KUJ384	La Favorita	OH 1618 L-SB	2012 Aire	No Fue el 241 de la 33
S/D	303	MQH140	Autobús	OH 1618 L-SB	2013 Aire	No Fue el 109 de la 70 
S/D	304	MAH865	Metalpar	OH 1718 L-SB	2013 Aire	No Fue el 86 de la 154 y el 19 de la 45 
S/D	305	KFM314	Metalpar	OH 1618 L-SB	2011 Aire	Si Fue el 30 de la 45 y el ? de Rosario Bus, Semtur, Movi, EMR o ETR 
S/D	306	LWU712	Metalpar	OH 1618 L-SB	2013 Aire	No Fue el 619 y el 37 de la 179 
S/D	307	MAH859	Metalpar	OH 1618 L-SB	2013 Aire	No Fue el 90 de la 154 y el 70 de la 45 
S/D	308	MQH216	Metalpar	OH 1618 L-SB	2013 Aire	No Fue el 113 de la 70 
S/D	309	JUE321	Metalpar	OH 1618 L-SB	2011 Aire	Si Fue el 53 de la 45 y el ? de Rosario Bus, Semtur, Movi, EMR o ETR 
S/D	310	MOJ986	Metalpar	OH 1618 L-SB	2013 Aire	No Fue el 125 de la 70 
S/D	311	MOJ995	Metalpar	OH 1618 L-SB	2013 Aire	No Fue el 127 de la 70 
S/D	312	MTM595	Metalpar	OH 1618 L-SB	2013 Aire	No Fue el 603 de la 179 
S/D	313	MBI649	Metalpar	OH 1618 L-SB	2013 Aire	No Fue el 266 de la 33 
S/D	314	MAH861	Metalpar	OH 1618 L-SB	2013 Aire	No Fue el 85 de la 154 y el 10 de la 45 
S/D	315	MBI704	Metalpar	OH 1618 L-SB	2013 Aire	No Fue el 121 de la 70 
S/D	316	KUJ371	La Favorita	OH 1618 L-SB	2012 Aire	No Fue el 87 de la 154 y el 30 de la 45 
S/D	317	MPM890	Metalpar	OH 1618 L-SB	2013 Aire	No Fue el 116 de la 70 
S/D	318	MPM895	Metalpar	OH 1618 L-SB	2013 Aire	No Fue el 112 de la 70 
S/D	319	MPM891	Metalpar	OH 1618 L-SB	2013 Aire	No Fue el 114 de la 70 
S/D	320	JOQ006	La Favorita	OH 1618 L-SB	2011 Aire	No Fue el 249 de la 33 y el 30 de la 64 
S/D	321	JUR283	La Favorita	OH 1618 L-SB	2011 Aire	No Fue el 31 de la 45 
S/D	322	KUJ392	La Favorita	OH 1618 L-SB	2012 Aire	No Fue el 231 de la 33
S/D	323	MAH862	Metalpar	OH 1618 L-SB	2013 Aire	No Fue el 89 de la 154 
Estadísticas
Aire Acondicionado
Con: 2
Sin: 21
Chasis: 
OH 1618 L-SB: 21
OH 1718 L-SB: 2 
Flota: 
23 coches
Carrocerías: 
Metalpar: 16 (304, 305, 306, 307, 308, 309, 310, 311, 312, 313, 314, 315, 317, 318, 319 y 323) 
La Favorita: 5 (302, 316, 320, 321 y 322)
Ugarte: 2 (301 y 303)